# Чемпионат мира по дзюдо 2010

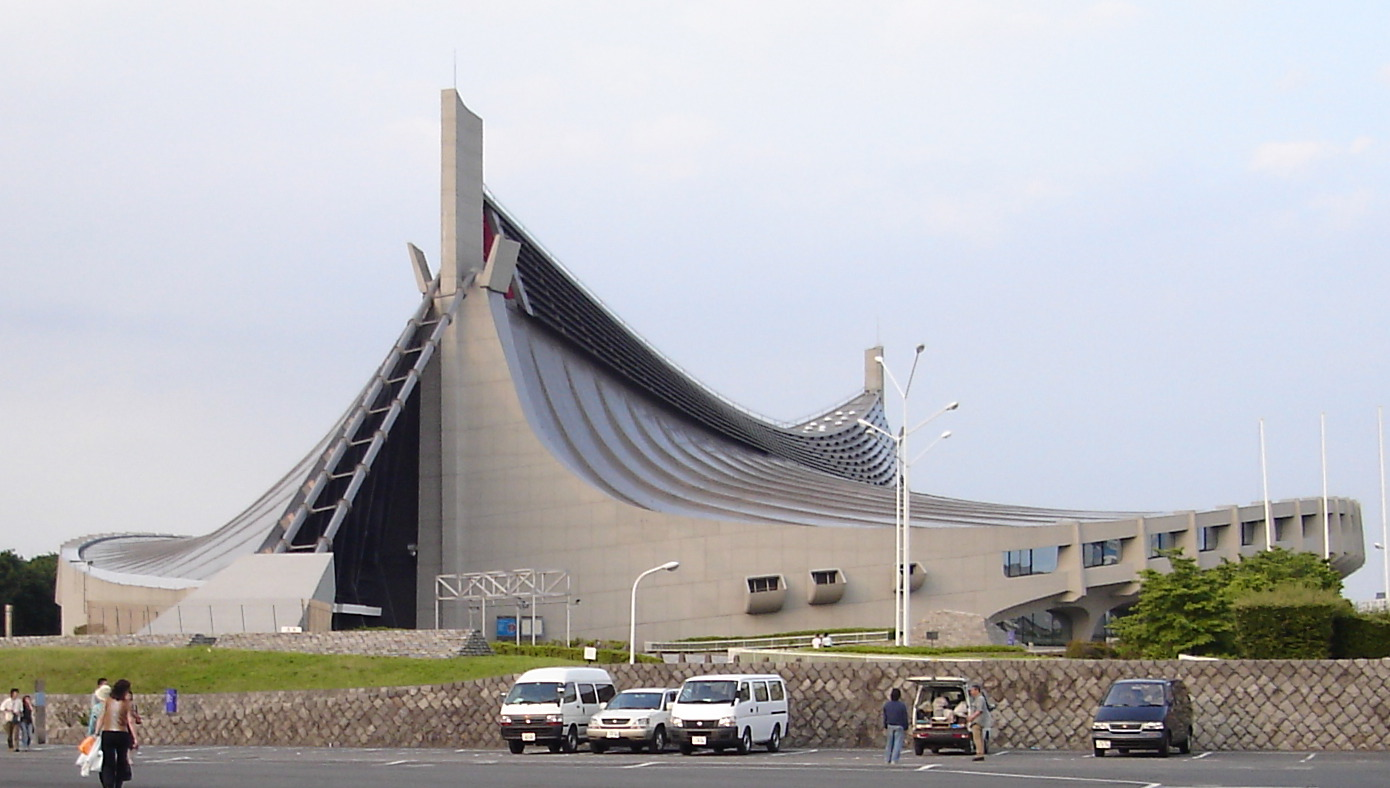
Национальный спортивный зал Ёёги, где проходил чемпионат.

Чемпионат мира по дзюдо 2010 года проходил в Токио, столице Японии, с 9 по 13 сентября.
Место проведения — Национальный спортивный зал Ёёги, построенный для летних Олимпийских игр 1964 года в Токио, тогда здесь, в частности, проходили соревнования по плаванию и баскетболу.
На чемпионате разыгрывалось 16 комплектов наград (по 8 среди мужчин и женщин). В соревнованиях принимали участие более 800 дзюдоистов из 101 страны.
В каждой весовой категории от страны могли выступать не более 2 спортсменов (впервые в современной истории чемпионатов мира от страны в каждой весовой категории может выступать более одного дзюдоиста). В абсолютной весовой категории могли выступать по 3 дзюдоиста от страны.
Безоговорочную победу в общем зачёте одержали японские дзюдоисты — на счету хозяев чемпионата 23 медали в 16 категориях, 10 из которых — золотые. Без наград японцы остались только в мужской категории свыше 100 кг. Второе место в общем медальном зачёте заняли французы — 6 медалей (2 золота, 1 серебро и 3 бронзы). Сборная России завоевала 4 бронзовые награды, поделив с бразильцами третье место по общему количеству наград.
Двукратной чемпионкой мира стала японка Мика Сугимото, победившая в категории свыше 78 кг и в абсолютной категории. Француз Тедди Ринер выиграл золото в категории свыше 100 кг и серебро в абсолютной категории.

## Медалисты

### Мужчины
| Весовая категория    | Золото                       | Серебро                   | Бронза                            |
| -------------------- | ---------------------------- | ------------------------- | --------------------------------- |
| До 60 кг             | Ришод Собиров Узбекистан     | Георгий Зантарая Украина  | Арсен Галстян Россия              |
| До 60 кг             | Ришод Собиров Узбекистан     | Георгий Зантарая Украина  | Хироаки Хираока Япония            |
| До 66 кг             | Дзюмпэй Морисита Япония      | Леонардо Кунья Бразилия   | Хашбаатарын Цагаанбаатар Монголия |
| До 66 кг             | Дзюмпэй Морисита Япония      | Леонардо Кунья Бразилия   | Лоик Корваль Франция              |
| До 73 кг             | Хироюки Акимото Япония       | Декс Элмонт Нидерланды    | Ван Ги Чхун Республика Корея      |
| До 73 кг             | Хироюки Акимото Япония       | Декс Элмонт Нидерланды    | Ясухиро Авано Япония              |
| До 81 кг             | Ким Джэ Бом Республика Корея | Леандру Гильейру Бразилия | Масахиро Такамацу Япония          |
| До 81 кг             | Ким Джэ Бом Республика Корея | Леандру Гильейру Бразилия | Юэн Бёртон Великобритания         |
| До 90 кг             | Илиас Илиадис Греция         | Дайки Нисияма Япония      | Кирилл Денисов Россия             |
| До 90 кг             | Илиас Илиадис Греция         | Дайки Нисияма Япония      | Эльхан Мамедов Азербайджан        |
| До 100 кг            | Такамаса Анаи Япония         | Хенк Грол Нидерланды      | Орейдис Деспайне Куба             |
| До 100 кг            | Такамаса Анаи Япония         | Хенк Грол Нидерланды      | Тьерри Фабр Франция               |
| Свыше 100 кг         | Тедди Ринер Франция          | Андреас Тёльцер Германия  | Матьё Батай Франция               |
| Свыше 100 кг         | Тедди Ринер Франция          | Андреас Тёльцер Германия  | Ислам Эль-Шехаби Египет           |
| Абсолютная категория | Дайки Камикава Япония        | Тедди Ринер Франция       | Кэйдзи Судзуки Япония             |
| Абсолютная категория | Дайки Камикава Япония        | Тедди Ринер Франция       | Хироки Татияма Япония             |

### Женщины
| Весовая категория    | Золото                | Серебро                   | Бронза                        |
| -------------------- | --------------------- | ------------------------- | ----------------------------- |
| До 48 кг             | Харуна Асами Япония   | Томоко Фукуми Япония      | Алина Думитру Румыния         |
| До 48 кг             | Харуна Асами Япония   | Томоко Фукуми Япония      | Сара Менезес Бразилия         |
| До 52 кг             | Юка Нисида Япония     | Мисато Накамура Япония    | Наталья Кузютина Россия       |
| До 52 кг             | Юка Нисида Япония     | Мисато Накамура Япония    | Монхбаатарын Бундмаа Монголия |
| До 57 кг             | Каори Мацумото Япония | Телма Монтейру Португалия | Сабрина Фильцмозер Австрия    |
| До 57 кг             | Каори Мацумото Япония | Телма Монтейру Португалия | Юльетта Букувала Греция       |
| До 63 кг             | Ёсиэ Уэно Япония      | Мики Танака Япония        | Ярица Абель Куба              |
| До 63 кг             | Ёсиэ Уэно Япония      | Мики Танака Япония        | Рамиля Усубова Азербайджан    |
| До 70 кг             | Люси Декосс Франция   | Анетт Месарош Венгрия     | Ёрико Кунихара Япония         |
| До 70 кг             | Люси Декосс Франция   | Анетт Месарош Венгрия     | Раша Срака Словения           |
| До 78 кг             | Кайла Харрисон США    | Майра Агиар Бразилия      | Акари Огата Япония            |
| До 78 кг             | Кайла Харрисон США    | Майра Агиар Бразилия      | Ян Сюли КНР                   |
| Свыше 78 кг          | Мика Сугимото Япония  | Цинь Цянь КНР             | Идалис Ортис Куба             |
| Свыше 78 кг          | Мика Сугимото Япония  | Цинь Цянь КНР             | Маки Цукада Япония            |
| Абсолютная категория | Мика Сугимото Япония  | Цинь Цянь КНР             | Теа Донгузашвили Россия       |
| Абсолютная категория | Мика Сугимото Япония  | Цинь Цянь КНР             | Мэгуми Татимото Япония        |

## Состав сборной России

### Мужчины
- До 60 кг — Арсен Галстян, Беслан Мудранов;
- До 66 кг — Алим Гаданов, Муса Могушков;
- До 73 кг — Мансур Исаев, Батрадз Кайтмазов;
- До 81 кг — Иван Нифонтов, Серажудин Магомедов;
- До 90 кг — Кирилл Денисов, Мурат Гасиев;
- До 100 кг — Тагир Хайбулаев, Зафар Махмадов;
- Свыше 100 кг — Дмитрий Стерхов, Сослан Бостанов;
- Абсолютная — Сергей Прокин, Аслан Камбиев.

### Женщины
- До 48 кг — Наталья Кондратьева, Людмила Богданова;
- До 52 кг — Наталья Кузютина, Анна Харитонова;
- До 57 кг — Екатерина Мельникова, Ирина Заблудина;
- До 63 кг — Вера Коваль, Марта Лабазина;
- До 70 кг — Маргарита Гурциева;
- До 78 кг — Вера Москалюк, Флора Мхитарян;
- Свыше 78 кг и абсолютная — Полина Белоусова и Теа Донгузашвили.